# Soletta 750
Die Soletta 750 ist ein 1956 vorgestelltes, in der Schweiz gefertigtes Konzeptfahrzeug. Es ist seit Dezember 2023 in der «Enter Technikwelt Solothurn» in Derendingen zu besichtigen.

## Beschreibung
Das Ingenieurbureau für Fahrzeugbau, Solothurn unter der Leitung von Willi Salzmann begann 1955 in Solothurn mit Studien für ein neuartiges Radaufhängungssystem für Fahrzeuge. Als die Entwicklung abgeschlossen war, wurde ein komplettes Fahrzeug mit dieser patentierten Elastik-Hinterachse entwickelt und 1956 auf dem Genfer Auto-Salon ausgestellt. Es war ein zweitüriger, viersitziger Kleinwagen. Die Karosserie wurde bei der Carrosserie Hess in Bellach hergestellt. Zur rationellen Fertigung der Kunststoffkarosserie, die mit ihrem Stahlrohrskelett auf einem Plattformrahmen sass, waren die Türen rechts und links, Front- und Heckklappe und diagonal gegenüberliegende Kotflügel gleich. Die Fahrertür war an der B-Säule und die Beifahrertür an der A-Säule angeschlagen. Der luftgekühlte Zweizylinder-Boxermotor mit 748 cm³ Hubraum und 22 PS (16 kW) Leistung bei 4200/min  kam von den Condor-Werken. Er war unter der Rücksitzbank angeordnet und trieb über ein Dreiganggetriebe die Hinterräder an. Motor und Hinterachse bildeten eine Triebsatzschwinge, wechselseitiges Einfedern ermöglichten gummigefederte Pendelhalbachsen. Die Vorderräder waren einzeln an Doppelquerlenkern aufgehängt. Das Fahrzeug wies bei einem Radstand von 2000 mm eine Gesamtlänge von 3000 mm auf.
Die Soletta ist erhalten geblieben und war 2009 in einer Sonderausstellung in Wangen an der Aare und im Mai 2012 im «Pantheon Basel» zu besichtigen. Durch die Initiative von Felix Kunz kehrte das Fahrzeug in den Kanton Solothurn zurück.

## Galeriebilder

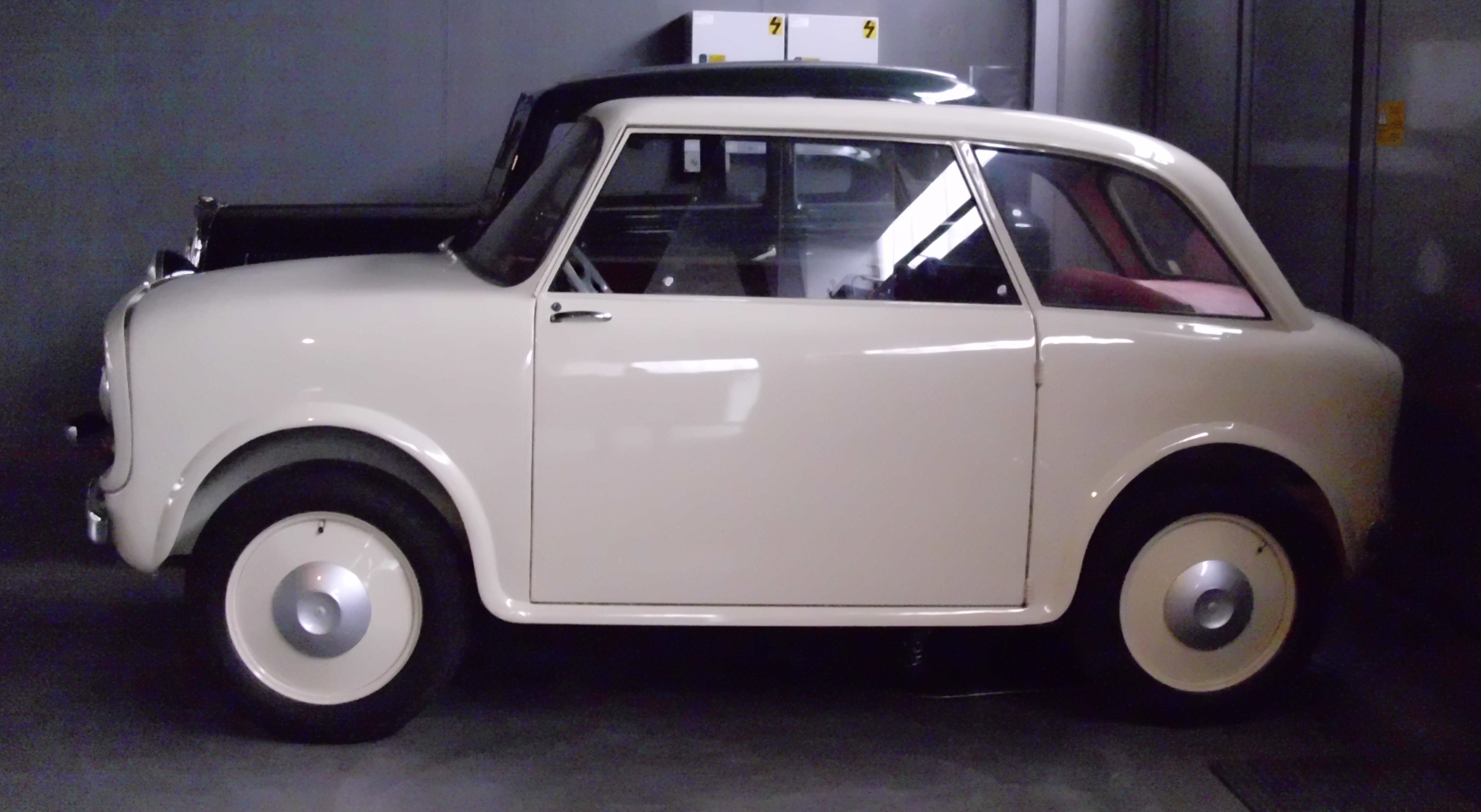
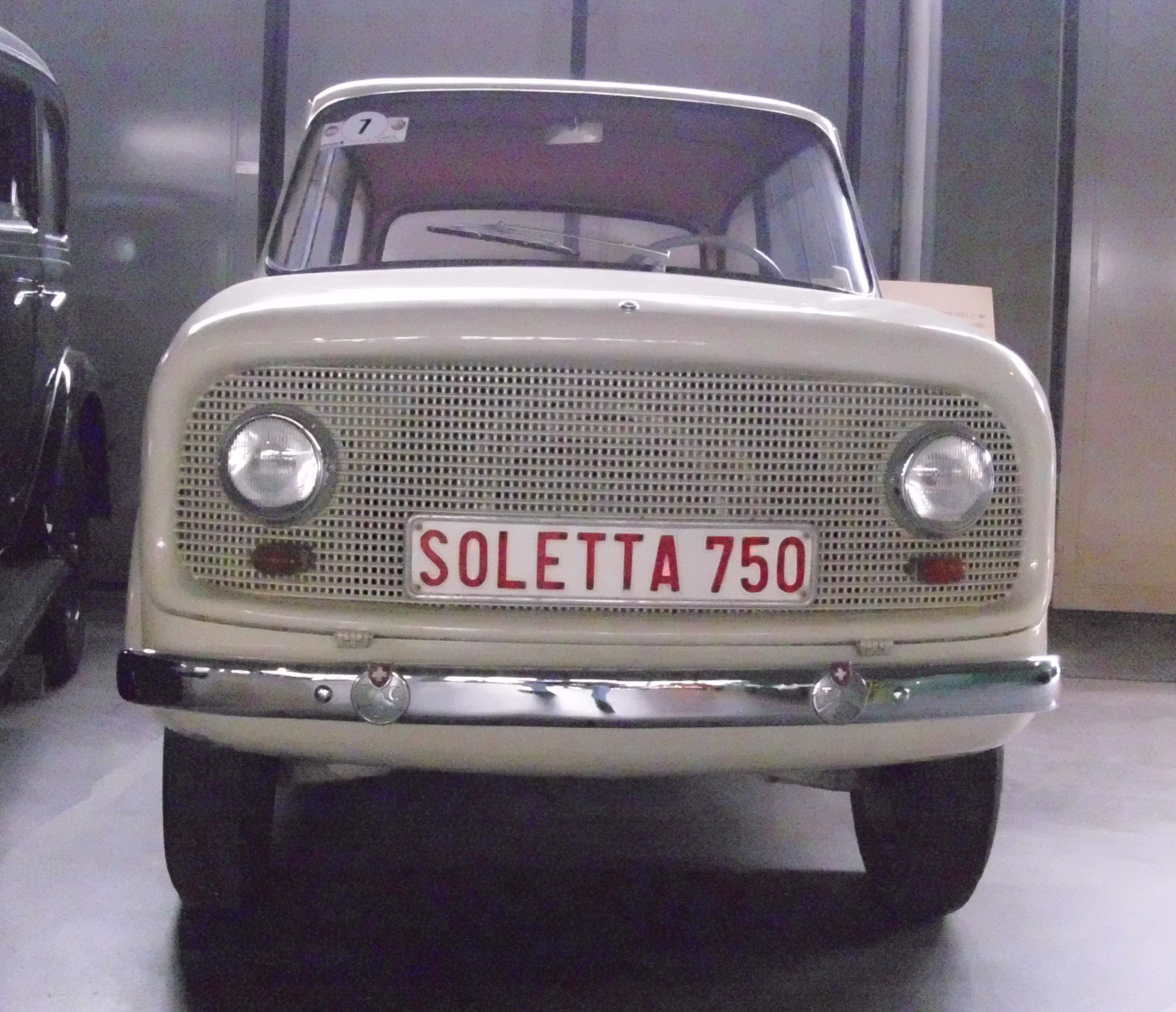
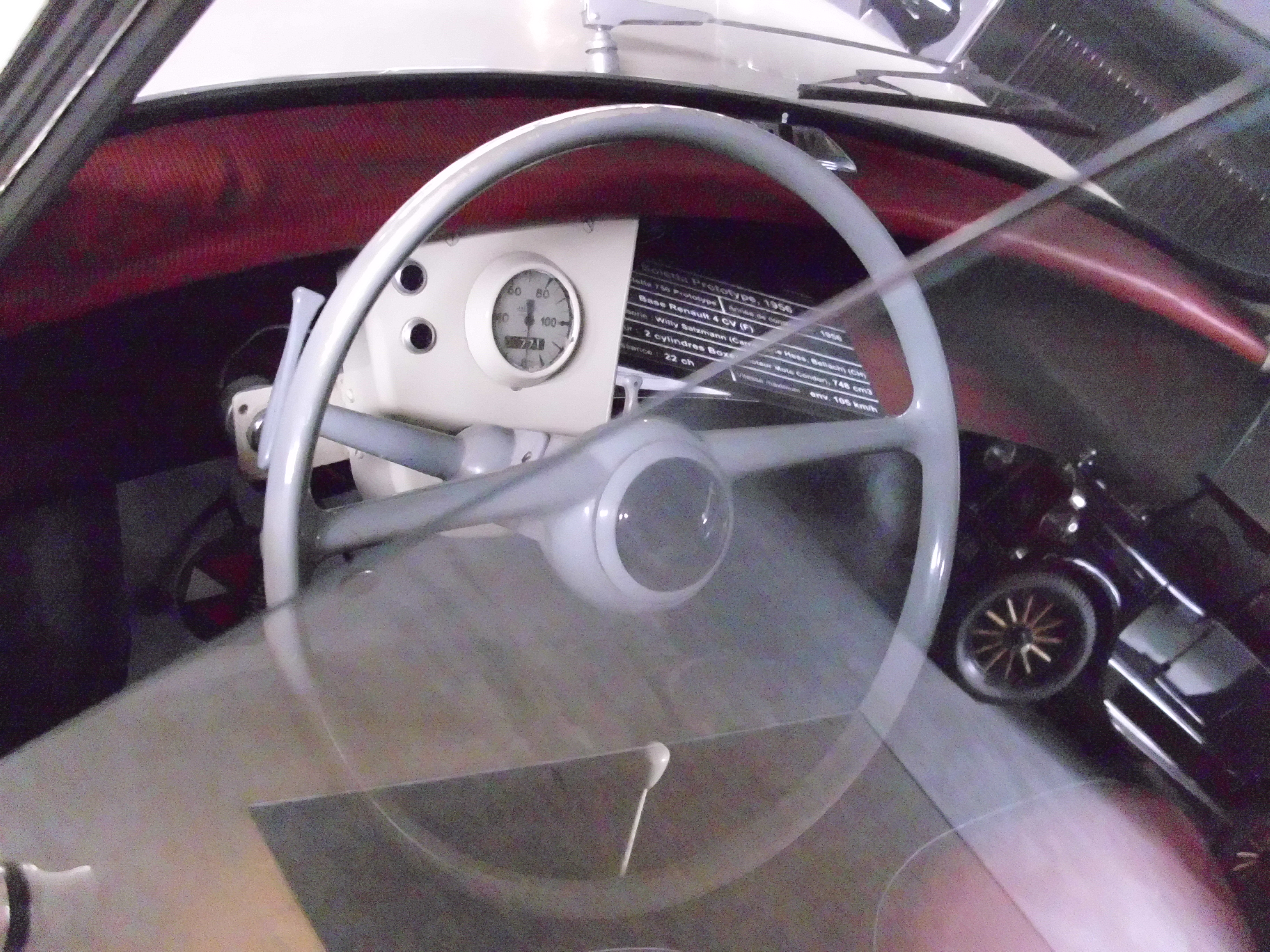